# Alectra natalensis
Alectra natalensis är en snyltrotsväxtart som först beskrevs av William Philip Hiern, och fick sitt nu gällande namn av Melch.. Alectra natalensis ingår i släktet Alectra och familjen snyltrotsväxter. Inga underarter finns listade i Catalogue of Life.